# Belize ai Giochi della XXVII Olimpiade
Il Belize partecipò ai Giochi della XXVII Olimpiade, svoltisi a Sydney, Australia, dal 15 settembre al 1º ottobre 2000, con una delegazione di 2 atleti impegnati nell'atletica leggera. Portabandiera alla cerimonia di apertura fu la diciannovenne Emma Wade, alla sua prima Olimpiade.